# عرقون ذهبي الأزهار
عرقون ذهبي الأزهار (الاسم العلمي: Euphrasia chrysantha) هو نوع من النباتات يتبع جنس العرقون من الفصيلة الهالوكية.